# Adrian Yung
Hau Tsuen Adrian Yung (chinesisch 翁厚全; * 26. August 2004 in Malaysia) ist ein Skirennläufer aus Hongkong. 

## Biographie
Yung wurde in Malaysia als Sohn eines Ehepaars aus Hongkong geboren. Das Skifahren erlernte er bereits als Kleinkind während eines Familienurlaubs in Japan. Später zog die Familie ins Vereinigte Königreich, wo er bald zu den besten Nachwuchsläufern zählte.
Sein internationales Renndebüt gab er am 9. November 2020 bei einem FIS-Slalom in Sulden. In den darauffolgenden Jahren startete Yung hauptsächlich bei FIS-Rennen und diversen nationalen Meisterschaften, vornehmlich in Italien und am Balkan.
2022 konnte sich Yung als erster männlicher Skirennläufer aus Hongkong für die Olympischen Winterspiele qualifizieren. Bei den Wettkämpfen in Peking schied er jedoch sowohl im Riesenslalom als auch im Slalom aus.
2024 gewann Yung bei den Juniorenasienmeisterschaften Silber im Slalom sowie Bronze im Riesenslalom.
Yung trainiert größtenteils in Bosnien und Herzegowina, sein Trainer ist der ehemalige bosnische Skirennläufer Marko Rudić.

## Erfolge

### Olympische Winterspiele
- Peking 2022: DNF Riesenslalom, DNF Slalom

### Juniorenweltmeisterschaften
- St. Anton 2023: 68. Riesenslalom, DNF Slalom

### Far East Cup
- Eine Platzierung unter den besten 30